# 東雅夫
東 雅夫（ひがし まさお、1958年4月11日 - ）は、日本の文芸評論家、編集者、アンソロジスト。本名、東政男。神奈川県横須賀市出身。神奈川県立横須賀高等学校を経て早稲田大学第一文学部日本文学科卒業。
メディアファクトリー刊行総合雑誌『ダ・ヴィンチ』の増刊号である、怪談専門雑誌『幽』の編集顧問（2014年9月までは編集長）。アトリエOCTA刊行怪奇幻想文学評論誌『幻想文学』の編集長を、創刊から終刊まで20年余にわたり務めた。近年は編集者としてよりも、アンソロジーの編纂や、ホラー小説を中心とする文芸評論、怪談文学研究などの分野で精力的に著述活動を展開している。評論家として「ホラー・ジャパネスク」「怪談文芸」「800字怪談ムーヴメント」などを提唱。
元早稲田大学非常勤講師。「怪談之怪」発起人の1人。日本推理作家協会会員。

## 経歴
1958年4月11日、神奈川県横須賀市に生まれる。1974年、神奈川県立横須賀高等学校入学。同学年に後の評論家、浅羽通明がおり、相互に影響を受ける。放送部の同期にアニメーターの宮﨑なぎさ。1977年、早稲田大学第一文学部日本文学科入学。1979年、早稲田大学政治経済学部生が創立した「幻想文学会」に参加。メンバーには石堂藍、倉阪鬼一郎、南條竹則、菊地秀行（南條、菊地は他大学からの参加）らもいた。また、浅羽通明は正式メンバーではなかったが、会にしばしば顔を出した。のちの同名の評論誌の原点となるガリ版同人誌『幻想文学』発行。
1980年、本格的な季刊幻想文学同人誌『金羊毛』を創刊し、数軒の書店にて直販を試み、成功。これがアトリエOCTA刊行の『幻想文学』の前身となる。1981年、文芸出版社である青銅社に入社。1982年、青銅社を退社し独立するが、同社社長の協力もあって季刊研究評論誌『幻想文学』を創刊。編集人・東、発行人・川島徳絵（石堂藍）、発行所・有限会社幻想文学会出版局。誌上には澁澤龍彦・中井英夫・種村季弘・荒俣宏ら大家も名を連ねた。売れ行きは好調ではあったが、この頃は学習塾で国語の講師も務めていた。1985年、澁澤龍彦、中井英夫を選者に迎えた幻想文学新人賞を創設。
1986年『幻想文学』の姉妹誌として幻想小説専門誌『小説幻妖』を創刊。1987年夏の澁澤逝去に伴い、翌88年秋に追悼特集『別冊幻想文学 澁澤龍彦スペシャル シブサワ・クロニクル』を発行。これは東の編集歴の中で最も思い入れ深いものとなった。さらに1989年に『同 ドラコニア・ガイドマップ』を、澁澤没後10年の1997年に『幻想文学 50 特集 澁澤龍彦1987 - 1997』を発行した。
1990年、SF専門雑誌『SFマガジン』（早川書房）にて、以後12年にわたるホラー小説時評の連載を開始。『幻想文学』の姉妹誌として書評専門誌『ブックガイド・マガジン（BGM）』を創刊。1994年、『幻想文学』の発行元が川島徳絵（石堂藍）代表の株式会社アトリエOCTAへ移行。これを機に個人事務所「幻想文学企画室」を立ち上げ、他社でも企画・編集業務を展開。学研で「学研ホラーノベルズ」シリーズなどの企画編集に携わる。1996年、雑誌『ムー』（学研）にて、「日本伝説紀行」の不定期連載を開始。1997年、ぶんか社で「HORRORWAVE」シリーズや日本初のホラー小説専門誌『ホラーウェイヴ』の企画編集に携わる。1999年、京極夏彦・中山市朗・木原浩勝らとともに「怪談之怪」を結成し、総合雑誌『ダ・ヴィンチ』（メディアファクトリー）誌上で活躍。
2000年、雑誌『ムー』20周年記念企画「学研伝奇プロジェクト」にブレーンとして参画、ムー伝奇ノベル大賞創設や伝奇専門誌『伝奇Ｍ（モンストルム）』創刊などに協力する。自らもアンソロジストとして「伝奇ノ匣」シリーズを手がける。またオンライン書店ビーケーワンの開業に際してホラー書籍担当の社外エディターとして参画、後に「東雅夫の幻妖ブックブログ」を開設し、同社との提携を続けた。2002年、雑誌『小説推理』（双葉社）にて、「幻想と怪奇」時評の連載を開始、不定期特集「幻想と怪奇への誘い」も企画構成。2003年、売行き不振と他社での編纂文筆活動の多忙化などにより、『幻想文学』は7月刊の第67号で終刊した。
ビーケーワン主催「ビーケーワン怪談大賞」の選者を加門七海、福澤徹三と共に務める。2004年、『ダ・ヴィンチ』増刊号怪談専門雑誌『幽』を創刊、初代編集長に就任。同誌で「怪談文学史逍遙」「日本怪談紀行」の連載を開始。2005年頃より、ちくま文庫、角川文庫、小学館文庫などで怪談やホラーのアンソロジーを多数手がけるようになる。2006年、メディアファクトリー主催『幽』怪談文学賞の選考委員となる。2007年、ポプラ社での「てのひら怪談」シリーズ発刊にあわせて800字掌篇の怪談文芸ムーヴメントを推進。以後も意欲的に怪奇幻想文学分野で活躍している。
2011年、『遠野物語と怪談の時代』で第64回日本推理作家協会賞評論その他部門受賞。2012年5月、ビーケーワンのhontoへの併合により、業務提携を終了。

## 著作
※は電子書籍で再刊
- 『クトゥルー神話事典』学研ホラーノベルズ 1995年 ISBN 4054006337
  - 『クトゥルー神話事典 新訂』学研M文庫 2001年 ISBN 405900023X
- 『百物語の百怪』同朋舎 2001年 『百物語の怪談史』角川ソフィア文庫 2007年 ※
- 『ホラー小説時評 1990-2001』双葉社 2002年 ISBN 4575234486
- 『ホラー・ジャパネスクを語る』双葉社 2003年 ISBN 4575234699
- 『妖怪伝説奇聞』学研 2005年
- 『江戸東京 怪談文学散歩』角川学芸出版〈角川選書〉 2008年 ISBN 4047034282 ※
- 『怪談文芸ハンドブック－愉しく読む、書く、蒐める』メディアファクトリー 2009年 ※
- 『遠野物語と怪談の時代』角川学芸出版〈角川選書〉 2010年 ※
- 『なぜ怪談は百年ごとに流行るのか』学研新書 2011年 ※
- 『文学の極意は怪談である 文豪怪談の世界』筑摩書房 2012年
- 『日本幻想文学大全3 日本幻想文学事典』ちくま文庫 2013年12月
- 『クトゥルー神話大事典』新紀元社 2018年
- 『文豪と怪奇』KADOKAWA 2022年11月 ※

### 共著
- 『事典の小百科』大修館書店 1988年
- 『日本幻想作家名鑑』 幻想文学出版局 1991年
- 『幻想文学1500ブックガイド』 国書刊行会 1997年、石堂藍と
- 『日本幻想文学全景』 新書館 1998年
- 『京極夏彦の世界』 青弓社 1999年
- 『伝染る「怖い話」』 宝島社文庫 1999年
- 『ホラーを書く！』 ビレッジセンター出版局 1999年／小学館文庫 2002年。作家10名へのインタビュー
- 『真夜中の檻』 創元推理文庫 2000年
- 『ワールド・ミステリー・ツアー13 京都篇』 同朋舎 1999年
- 『ワールド・ミステリー・ツアー13 空想篇』 同朋舎 2000年
- 『日本怪奇幻想紀行 一之巻 妖怪／百鬼巡り』 同朋舎 2000年
- 『日本怪奇幻想紀行 二之巻 祟り・呪い道中』 同朋舎 2000年
- 『日本怪奇幻想紀行 三之巻 幽霊・怨霊怪譚』 同朋舎 2000年
- 『日本怪奇幻想紀行 五之巻 妖怪／夜行巡り』 同朋舎 2001年
- 『ジャンル別映画ベスト1000』 学研M文庫 2001年
- 『永遠の伝奇小説BEST1000』 学研M文庫 2002年
- 『ゾンビ映画大事典』 洋泉社 2003年
- 『泉鏡花『高野聖』作品論集』 クレス出版 2003年
- 『「学校の怪談」はささやく』 青弓社 2005年
- 『稲垣足穂の世界 タルホスコープ』 平凡社 2007年
- 『クトゥルー神話の本』 学研 2007年
- 『日本幻想作家事典』 国書刊行会 2009年10月、石堂藍と
- 『幻想文学講義 「幻想文学」インタビュー集成』 国書刊行会 2012年9月
- 『ぼくらは怪談巡礼団』 幽BOOKS：角川書店 2014年6月、加門七海と

## アンソロジー
※は電子書籍で再刊

### 編・解説
- 幻視の文学1985 幻想文学会出版局 1985年
- 日本幻想文学大全（上下） 幻想のラビリンス 青銅社 1985年
- 血と薔薇のエクスタシー 吸血鬼小説傑作集 幻想文学出版局 1990年
- クトゥルー怪異録 クトゥルー神話セレクション 学研ホラーノベルズ 1994年
- 少女怪談 恐怖少女セレクション 学研ホラーノベルズ 1994年
- 不気味な話1 江戸川乱歩 河出文庫 1994年 ISBN 4309404332
- 不気味な話2 夏目漱石 河出文庫 1995年 ISBN 4309404421
- 日本怪談大全 第1巻 女怪の館 田中貢太郎 国書刊行会 1995年 ISBN 4336037310
- 日本怪談大全 第2巻 幽霊の館 田中貢太郎 国書刊行会 1995年 ISBN 4336037329
- 日本怪談大全 第3巻 禽獣の館 田中貢太郎 国書刊行会 1995年 ISBN 4336037337
- 日本怪談大全 第4巻 犯罪の館 田中貢太郎 国書刊行会 1995年 ISBN 4336037345
- 日本怪談大全 第5巻 奇談の館 田中貢太郎 国書刊行会 1995年 ISBN 4336037353
- 文藝百物語 ぶんか社 1997年
- 書物の王国1 架空の町 国書刊行会 1997年 ISBN 433604001X
- 書物の王国17 怪獣 国書刊行会 1998年 ISBN 4336040176
- 書物の王国2 夢 国書刊行会 1998年 ISBN 4336040028
- 書物の王国11 分身 国書刊行会 1999年 ISBN 4336040117
- 書物の王国18 妖怪 国書刊行会 1999年 ISBN 4336040184
- 書物の王国4 月 国書刊行会 1999年 ISBN 4336040044
- 怪獣文学大全 河出文庫 1998年 ISBN 4309405452
- 恐竜文学大全 河出文庫 1998年 ISBN 4309405541
- 妖髪鬼談 桜桃書房 1998年 ISBN 4756705529
- 屍鬼の血族 桜桃書房 1999年 ISBN 4756711200
- 怪猫鬼談 人類文化社 1999年 ISBN 4756711871
- クトゥルー怪異録 学研M文庫 2000年 ISBN 4059000078
- 少女怪談 学研M文庫 2000年 ISBN 4059000086
- 文藝百物語 角川ホラー文庫 2001年 ISBN 4043598017
- 陰陽師伝奇大全 白泉社 2001年 ISBN 4592760913
- 皆川博子作品精華 幻妖 幻想小説編 白泉社 2001年 ISBN 4592750055
- 伝奇ノ匣1 国枝史郎 ベスト・セレクション 学研M文庫 2001年 ISBN 4059000671
- 伝奇ノ匣2 岡本綺堂 妖術伝奇集 学研M文庫 2002年 ISBN 4059001201
- 伝奇ノ匣3 芥川龍之介 妖怪文学館 学研M文庫 2002年 ISBN 4059001716
- 伝奇ノ匣4 村山槐多 耽美怪奇全集 学研M文庫 2002年 ISBN 4059002011
- 伝奇ノ匣5 夢野久作 ドグラマグラ幻戯 学研M文庫 2003年 ISBN 4059002364
- 伝奇ノ匣6 田中貢太郎 日本怪談事典 学研M文庫 2003年 ISBN 4059002607
- 伝奇ノ匣7 ゴシック名訳集成 西洋伝奇物語 学研M文庫 2004年 ISBN 4059002976 ※
- 伝奇ノ匣8 ゴシック名訳集成 暴夜幻想譚 学研M文庫 2005年 ISBN 4059003360 ※
- 伝奇ノ匣9 ゴシック名訳集成 吸血妖鬼譚 学研Ｍ文庫 2008年 ISBN 4059005312
- 闇夜に怪を語れば 百物語ホラー傑作選 角川文庫 2005年 ISBN 4043598025
- 稲生モノノケ大全 陰之巻 毎日新聞社 2003年 ISBN 4620316490
- 稲生モノノケ大全 陽之巻 毎日新聞社 2005年 ISBN 462010695X
- 火星の運河 江戸川乱歩 角川ホラー文庫 2005年
- 血と薔薇の誘う夜に 吸血鬼ホラー傑作選  角川ホラー文庫 2005年
- 妖怪文藝 巻之壱 モノノケ大合戦 小学館文庫 2005年 ISBN 4094028374
- 妖怪文藝 巻之弐 響き交わす鬼 小学館文庫 2005年 ISBN 4094028382
- 妖怪文藝 巻之参 魑魅魍魎列島 小学館文庫 2005年 ISBN 4094028390
- 猫路地 日本出版社 2006年 ISBN 489048955X
- 幻妖の匣1 赤江瀑名作選 学研M文庫 2006年 ISBN 4059004529
- 黒髪に恨みは深く 髪の毛ホラー傑作選 角川ホラー文庫 2006年 ISBN 4043804024
- 文豪怪談傑作選1 川端康成集 片腕 ちくま文庫 2006年 ISBN 489048955X
- 文豪怪談傑作選2 森鷗外集 鼠坂 ちくま文庫 2006年 ISBN 4480422420
- 文豪怪談傑作選3 吉屋信子集 生霊 ちくま文庫 2006年 ISBN 4480422439
- 文豪怪談傑作選4 泉鏡花集 黒壁 ちくま文庫 2006年 ISBN 4480422447
- 文豪怪談傑作選5 特別篇 百物語怪談会 ちくま文庫 2007年 ISBN 4480423346
- 文豪怪談傑作選6 柳田國男集 幽冥談 ちくま文庫 2007年 ISBN 4480423591
- 文豪怪談傑作選7 三島由紀夫集 雛の宿 ちくま文庫 2007年 ISBN 4480423648
- 文豪怪談傑作選8 特別篇 文藝怪談実話 ちくま文庫 2008年 ISBN 448042461X
- 文豪怪談傑作選9 小川未明集 幽霊船 ちくま文庫 2008年 ISBN 4480424717
- 文豪怪談傑作選10 室生犀星集 童子 ちくま文庫 2008年 ISBN 4480424873
- 新編・綺堂怪奇名作選 飛騨の怪談 岡本綺堂、メディアファクトリー 2008年
- リトル・リトル・クトゥルー 史上最小の神話小説集 学研 2009年1月
- 怪談列島ニッポン 書き下ろし諸国奇談競作集 MF文庫ダ・ヴィンチ 2009年2月
- お岩 小山内薫怪談集 メディアファクトリー 2009年5月
- 文豪怪談傑作選11 特別篇 鏡花百物語集 ちくま文庫 2009年7月
- 文豪怪談傑作選12 太宰治集 哀蚊 ちくま文庫 2009年8月
- 文豪てのひら怪談 ポプラ文庫 2009年8月
- 文豪怪談傑作選13 折口信夫集 神の嫁 ちくま文庫 2009年9月
- 厠の怪 便所怪談競作集 MF文庫ダ・ヴィンチ 2010年4月
- 文豪怪談傑作選14 芥川龍之介集 妖婆 ちくま文庫 2010年7月
- 文豪怪談傑作選15 幸田露伴集 怪談 ちくま文庫 2010年8月
- みちのく怪談名作選 vol.1 荒蝦夷 2010年11月
- 怪しき我が家 家の怪談競作集 MF文庫ダ・ヴィンチ 2011年2月
- 文豪怪談傑作選・明治篇 夢魔は蠢く ちくま文庫 2011年7月
- 文豪怪談傑作選・大正篇 妖魅は戯る ちくま文庫 2011年8月
- 文豪怪談傑作選・昭和篇 女霊は誘う ちくま文庫 2011年9月
- 昭和の怪談実話ヴィンテージ・コレクション メディアファクトリー 2012年1月
- おばけずき 鏡花怪異小品集 平凡社ライブラリー 2012年6月 ※
- 怪談実話系ベスト・セレクション MF文庫ダ・ヴィンチ 2012年6月
- 私は幽霊を見た 現代怪談実話傑作選 MF文庫ダ・ヴィンチ 2012年8月
- 世界幻想文学大全1 幻想文学入門 ちくま文庫 2012年11月 - 評論
- 世界幻想文学大全2 怪奇小説精華 ちくま文庫 2012年11月
- 世界幻想文学大全3 幻想小説神髄 ちくま文庫 2012年12月
- 大正の怪談実話ヴィンテージ・コレクション メディアファクトリー 2013年3月
- 怪獣文藝 メディアファクトリー 2013年3月
- 百鬼園百物語 百閒怪異小品集 平凡社ライブラリー 2013年6月
- 山海評判記／オシラ神の話　柳花叢書－泉鏡花／柳田國男 ちくま文庫 2013年8月
- 日本幻想文学大全1 幻妖の水脈 ちくま文庫 2013年9月
- 日本幻想文学大全2 幻視の系譜 ちくま文庫 2013年10月
- 明治の怪談実話ヴィンテージ・コレクション KADOKAWA（角川書店） 2014年6月
- 可愛い黒い幽霊　宮沢賢治怪異小品集 平凡社ライブラリー 2014年7月 ※
- 怪談と名刀 本堂平四郎 双葉社〈双葉文庫〉 2014年12月 ※
- 河童のお弟子　柳花叢書－泉鏡花／柳田國男／芥川龍之介 ちくま文庫 2014年12月
- 怪獣文藝の逆襲 角川書店 2015年3月 ※
- たそがれの人間　佐藤春夫怪異小品集 平凡社ライブラリー 2015年7月 ※
- 文豪山怪奇譚　山の怪談名作選 山と渓谷社 2016年1月 ※／ヤマケイ文庫 2021年6月
- 怪談入門　乱歩怪異小品集 平凡社ライブラリー 2016年7月 ※
- 夢Q夢魔物語　夢野久作怪異小品集 平凡社ライブラリー 2017年7月 ※
- 澁澤龍彦玉手匣 河出書房新社 2017年7月
- 文豪妖怪名作選 創元推理文庫 2017年8月
- 山怪実話大全　岳人奇談傑作選 山と溪谷社 2017年11月 ※／ヤマケイ文庫 2023年2月
- ドラコニアの夢 澁澤龍彦 角川文庫 2018年2月 ※
- 変身綺譚集成　谷崎潤一郎怪異小品集 平凡社ライブラリー 2018年7月 ※
- 猫のまぼろし、猫のまどわし－東西妖猫名作選 創元推理文庫 2018年8月
- 電信柱と妙な男　小川未明怪異小品集 平凡社ライブラリー 2019年7月 ※
- 文豪たちの怪談ライブ ちくま文庫 2019年8月
- 平成怪奇小説傑作集（全3巻） 創元推理文庫 2019年
- 泉鏡花〈怪談会〉全集　春陽堂書店 2020年5月
- 幻想小説とは何か 三島由紀夫怪異小品集 平凡社ライブラリー 2020年8月
- 日本怪奇実話集 亡者会 東西怪奇実話 創元推理文庫 2020年9月
- ゴシック文学入門 ちくま文庫 2020年9月
- ゴシック文学神髄 ちくま文庫 2020年10月
- 文豪怪奇コレクション 幻想と怪奇の夏目漱石 双葉文庫 2020年11月 ※
- 文豪怪奇コレクション 猟奇と妖美の江戸川乱歩 双葉文庫 2020年12月 ※
- 文豪怪奇コレクション 恐怖と哀愁の内田百閒 双葉文庫 2021年5月 ※
- 文豪怪奇コレクション 耽美と憧憬の泉鏡花 小説篇　双葉文庫 2021年9月 ※
- 文豪怪奇コレクション 綺羅と艶冶の泉鏡花 戯曲篇　双葉文庫 2021年12月 ※
- 天上天下　赤江瀑アラベスク 創元推理文庫 2020年12月
- 魔軍跳梁　赤江瀑アラベスク2 創元推理文庫 2021年4月
- 妖花燦爛　赤江瀑アラベスク3 創元推理文庫 2021年12月
- 幻想童話名作選　文豪怪異小品集 平凡社ライブラリー 2021年8月
- 刀 - 文豪怪談ライバルズ！ ちくま文庫 2021年8月
- 鬼 - 文豪怪談ライバルズ！ ちくま文庫 2021年10月
- 桜 - 文豪怪談ライバルズ！ ちくま文庫 2022年1月
- ふしぎな話 小池真理子怪奇譚傑作選 角川ホラー文庫 2021年11月 ※
- 私の居る場所 小池真理子怪奇譚傑作選 角川ホラー文庫 2022年3月 ※
- 吸血鬼文学名作選 創元推理文庫 2022年6月
- 日本鬼文学名作選 創元推理文庫 2022年8月
- お住の霊　岡本綺堂怪異小品集 平凡社ライブラリー 2022年7月 ※
- 岡本綺堂 怪談文芸名作集 双葉社 2022年9月 ※
- 江戸の残映 綺堂怪奇随筆選 白澤社 2022年10月
- 死神 - アンソロジー 角川ソフィア文庫 2023年3月
- 龍潭譚／白鬼女物語 鏡花怪異小品集 平凡社ライブラリー 2023年8月 ※
- 泉鏡花 外科室・天守物語 新潮文庫 2023年10月 ※
- 我が見る魔もの 稲垣足穂怪異小品集 平凡社ライブラリー 2024年7月 ※
- 怪獣談 文豪怪獣作品集 平凡社ライブラリー 2025年3月 ※
- 深夜の祝祭 澁澤龍彥怪異小品集 平凡社ライブラリー 2025年7月 ※

### 共編著
- 怪談之怪之怪談 メディアファクトリー 2003年 ISBN 484010848X
- 日本怪奇小説傑作集1 創元推理文庫 2005年 ISBN 4488564011
- 日本怪奇小説傑作集2 創元推理文庫 2005年 ISBN 448856402X
- 日本怪奇小説傑作集3 創元推理文庫 2005年 ISBN 4488564038
- 怪談の学校 メディアファクトリー 2006年 ISBN 4840114978
- 響鬼探究 国書刊行会 2007年 ISBN 4336049270
- てのひら怪談 ポプラ社 2007年 ISBN 4591096998
- てのひら怪談2 ポプラ社 2007年 ISBN 4591100103
- てのひら怪談 百怪繚乱篇 ポプラ社 2008年 ISBN 4591103870
- てのひら怪談 ポプラ文庫 2008年 ISBN 4591103528
- てのひら怪談 己丑 ポプラ文庫 2009年
- てのひら怪談 庚寅 ポプラ文庫 2010年
- てのひら怪談 辛卯 ポプラ文庫 2011年
- てのひら怪談 壬辰 ポプラ文庫 2012年、文庫判はほか多数
- 幻想と怪奇の英文学 春風社 2014年。下楠昌哉と責任編集（以下も）
- 幻想と怪奇の英文学Ⅱ 増殖進化編 春風社 2016年
- 幻想と怪奇の英文学Ⅲ 転覆の文学編 春風社 2018年

ローズマリー・ジャクスン『幻想文学―転覆の文学』下楠昌哉訳 を収録
- 稲生物怪録 京極夏彦訳 角川ソフィア文庫 2019年 ※
- 幻想と怪奇の英文学IV 変幻自在編 春風社 2020年